# Józef Lenartowski
Józef Lenartowski (ur. 13 marca 1858 w Nowym Świecie w powiecie Pleszew, zm. 11 lutego 1939 w Inowrocławiu) – polski działacz społeczny i narodowy, mistrz szewski, przewodniczący Rady Miejskiej Inowrocławia.

## Życiorys
W latach 80. XIX wieku brał aktywny udział w pracach polskich organizacji narodowych w Poznaniu i figurował z tej racji w kartotekach policyjnych. W 1888 osiadł w Inowrocławiu, przy ulicy Toruńskiej prowadził warsztat szewski wraz ze sklepem. Cieszył się uznaniem jako rzemieślnik: w 1909 na wystawie przemysłowej otrzymał złoty medal i honorową nagrodę Związku Towarzystw Przemysłowych. Przez jakiś czas był wiceprezesem Towarzystwa Młodych Przemysłowców, a w marcu 1919 stanął na czele Towarzystwa Zjednoczonych Przemysłowców.
Był wieloletnim radnym miejskim Inowrocławia, od 1921 pełnił funkcję przewodniczącego Rady Miejskiej. Działał jednocześnie w licznych organizacjach, był wiceprzewodniczącym lokalnych struktur Ligi Katolickiej, honorowym prezesem Towarzystwa Rzemieślniczo-Przemysłowego, cechmistrzem, a potem honorowym cechmistrzem inowrocławskiego cechu szewskiego. Potwierdzeniem szacunku, jakim cieszył się Lenartowski w Inowrocławiu, było jego zwycięstwo w plebiscycie „Dziennika Kujawskiego” na najpopularniejszego mieszkańca miasta w 1926; wyprzedził on wówczas Józefa Krzymińskiego i Leona Czarlińskiego. 28 stycznia 1929 w wieku 71 lat zrezygnował z funkcji w Radzie Miejskiej. Zmarł 11 lutego 1939 w Inowrocławiu i pochowany został na miejscowym cmentarzu (przy ulicy Marcinkowskiego).

## Życie prywatne
Był synem Marcina i Nepomuceny z Sawarzyńskich. Był żonaty (Helena z domu Fludra), miał 9 dzieci; Salomeę, Mariana, Jolantę, Zofię, Irenę, Józefa, Janinę, Dionizego i Barbarę.